# 9912 Donizetti

9912 Donizetti

9912 Donizetti eller 2078 T-3 är en asteroid i huvudbältet som upptäcktes den 16 oktober 1977 av den nederländsk-amerikanske astronomen Tom Gehrels och det nederländska astronomparet Ingrid van Houten-Groeneveld och Cornelis Johannes van Houten vid Palomarobservatoriet. Den är uppkallad efter den italienske tonsättaren Gaetano Donizetti.
Asteroiden har en diameter på ungefär 7 kilometer och den tillhör asteroidgruppen Innes.